# Sektion Duisburg des Deutschen Alpenvereins
Die Sektion Duisburg des Deutschen Alpenvereins (kurz DAV Duisburg) ist eine Sektion des Deutschen Alpenvereins in Duisburg. Sie wurde am 1. Dezember 1901 gegründet und ist somit eine der älteren und mit 9.472 Mitgliedern (Stand: 31. Dezember 2024) eine der größeren Sektionen des Deutschen Alpenvereins und neben dem MSV Duisburg einer der zwei größten Sportvereine in Duisburg.

## Geschichte
Am 29. Juli 1901 wurde bei einem Frühschoppen in der Societät, dem damaligen Treffpunkt der bürgerlichen Gesellschaft in Duisburg, spontan beschlossen, in Duisburg eine Sektion des Alpenvereins zu gründen. Hieran waren 25 Herren beteiligt. Nachdem in der Folgezeit die Anzahl der Interessenten auf 64 angewachsen war und sich sogar der Oberbürgermeister von Duisburg, Karl Lehr, bereit erklärt hatte, den Vorsitz zu übernehmen, wurde die Sektion Duisburg offiziell gegründet. Karl Lehr sendete am 1. Dezember 1901 einen Brief an den Hauptverein und bat um Anerkennung und Aufnahme.
Vor dem Ersten Weltkrieg gab es in der Sektion folgende Bereiche: Wandern, Vorträge und Feiern. 1907 begannen intensive Bemühungen, eine Hütte in den Alpen zu erwerben. Ein Jahr später konnte ein Hüttenplatz in der Goldberggruppe oberhalb von Mallnitz in Kärnten gefunden werden. Die Duisburger Hütte wurde am 20. August 1910 feierlich eingeweiht. Diejenigen, die sich besonders verdient um die Hütte gemacht hatten, wurden dadurch geehrt, dass man bestimmte Örtlichkeiten nach ihnen benannte. Der Aufstieg von Innerfragant erhielt den Namen Richard-Helfer-Weg. Der Aufstieg von Mallnitz wurde Walter-Böninger-Weg genannt. Die Anhöhe, auf der die Hütte steht, bekam die Bezeichnung Karl-Lehr-Höhe. Der Wasserfall, der bis zur Errichtung der Kraftwerksanlagen von der Wurtenalm herunterschoss, wurde Myhlius-Wasserfall getauft. Schließlich wurde ein unbedeutender Nebengipfel des Scharecks, des Hüttenberges, nach einem Sektionsgründer benannt (Baumbach-Spitze).
Während des Ersten Weltkriegs kamen das Bergsteigen und das Vereinsleben zum Erliegen. Die Duisburger Hütte wurde vom Österreichischen Militär beschlagnahmt und als Stützpunkt für die Schiausbildung genutzt. Die Unterstandshütte auf der Felsseescharte, die im Jahre 1928 errichtet worden war, wurde Dr.-Rudolf-Weisberger-Hütte genannt.
Auch der Zweite Weltkrieg brachte die Sektionsarbeit zum Erliegen. Beim ersten großen Luftangriff am 7. September 1942 wurde die Tonhalle, in deren Oberlichtsaal die Sektion beheimatet war, restlos zerstört. Mit ihr verbrannten die reichhaltige Bibliothek, das Archiv und die Ausstattung für die Alpenfeste. Nach dem Krieg wurde das deutsche Eigentum im Ausland beschlagnahmt, wozu auch die Duisburger Hütte gehörte. Im Jahre 1958 wurden die beschlagnahmten Hütten wieder an die Sektionen des Deutschen Alpenvereins zurückgegeben. Im ersten Nachkriegsjahr (1946) war die Mitgliederzahl auf 24 abgesunken; dennoch fand am 7. September 1946 die erste Mitgliederversammlung in der Börse statt. Von diesem Zeitpunkt an begann ein zunächst langsamer, später sich dann aber parallel zum Deutschen Wirtschaftswunder entwickelnder schneller Aufstieg.
Nach dem Krieg wurde begonnen, das Mitteilungsblatt (Der Bergfreund) herauszugeben, das auch noch heute regelmäßig erscheint. In den Jahren 1959 bis 1976 wurde die Duisburger Hütte restauriert und die alte Unterstandshütte, auf der Feldseescharte, ersetzt durch eine Biwakschachtel, die jetzt den Namen Dr.-Rudolf-Weißgerber-Biwak bekam. Realisiert wurde der Bau der Materialseilbahn auf die Duisburger Hütte, der durch den Kraftwerksbau möglich geworden war. Ebenfalls in diese Zeit fällt der Bau der Duisburger Eifelhütte im Klettergebiet der Nordeifel. Sie wurde am 22. Mai 1971 eingeweiht, womit die Sektion eine Heimstätte in der näheren Umgebung erhielt.
In den 1990er Jahren wurde im stillgelegten Hochofenwerk Duisburg-Meiderich ein Alpinzentrum eingerichtet. Aus dem 1985 stillgelegten Hüttenwerk von Thyssen Stahl im Duisburger Norden wurde eine einmalige Freizeitanlage geschaffen, ein Teil des alten Werkes sollte auch als Industriemuseum genutzt werden. In diesem Areal errichtete die Sektion einen Klettergarten mit besonderem Ambiente. Am 5. Mai 1990 fand in Duisburg ein Hüttenfest der besonderen Art statt. Das Fest hatte seinen Namen von der Verhüttung von Eisen und Stahl. Somit war eine Beteiligung des Alpenvereins nicht alltäglich und erklärungsbedürftig. Die Sektion schuf aus den nutzlosen Betonwänden einen Klettergarten zum Trainieren und zur Kletterausbildung. In dem ehemaligen Verwaltungsgebäude ließ sie Räume herrichten, die dem Zweck eines Vereinsheimes entsprachen.
Als die Anzahl der Routen im Kletterzentrum immer größer wurde, wurde ein Topoführer des Klettergartens erstellt. An jedem Klettersektor ist ein für diesen Bereich gültiger Topoführer angebracht. Der ganze Klettergarten erstreckt sich über ein Areal von etwa 5000 Quadratmeter und bietet eine bekletterbare Wandfläche von ca. 6000 Quadratmeter. Mit diesen Ausmaßen dürfte die Outdooranlage Anfang der 2000er-Jahre eine der größten in Deutschland und Europa gewesen sein.
Die Nordparkhütte liegt im Landschaftspark Duisburg-Nord auf einer Höhe von 26 m und wird als niedrigstgelegene Alpenvereinshütte bezeichnet. Sie ist eine vollständig renovierte ehemalige Reparaturwerkstatt und wurde Ende 2002 bis Anfang 2003 durch die Sektion in Betrieb genommen.

## Sektionsvorsitzende
Eine chronologische Übersicht über alle Präsidenten der Sektion seit Gründung.
| Amtszeit  | Präsident           |
| --------- | ------------------- |
| 1901–1914 | Karl Lehr           |
| 1914–1931 | Max Baumbach        |
| 1931–1945 | Bernhard Heitmann   |
| 1945–1946 | ― 1                 |
| 1946–1958 | Waldemar Martin     |
| 1958–1976 | Georg Peter         |
| 1976–1989 | Helmut Grüter       |
| 1989–2000 | Friedhelm Rosendahl |

| Amtszeit  | Präsident              |
| --------- | ---------------------- |
| 2000–2007 | Franz-Josef van de Loo |
| 2007–2023 | Ernst Riegel           |
| Seit 2023 | Ralf Auwelaers         |

Anmerkung

## Mitglieder
| Jahr | Mitglieder |
| ---- | ---------- |
| 1901 | .00025     |
| 1930 | .00600     |
| 1980 | 02.000     |
| 2001 | 03.000     |
| 2023 | 08.799     |

## Einrichtungen der Sektion

### Hütten
- Duisburger Hütte, die Schutzhütte liegt in der Goldberggruppe in Kärnten in Österreich in einem Talkessel am Ende des Fraganter Tals.
- Duisburger Eifelhütte, die Schutzhütte liegt in der Eifel.
- Nordparkhütte, das Haus liegt im Landschaftspark Duisburg-Nord.
- Dr.-Rudolf-Weißgerber-Biwak, die Biwakschachtel liegt auf der Feldseescharte in der Goldberggruppe.[7]

### Kletteranlage
Im Jahr 1990 wurde der Sektion Duisburg im Landschaftspark Duisburg-Nord ein Teil der Erzbunkertaschen des stillgelegten Eisenhüttenwerks Duisburg-Meiderich für den Aufbau eines Klettergartens zur Verfügung gestellt.
- Klettergarten. Durch den Einsatz vieler Helfer hat sich daraus ein Klettergarten mit über 580 Routen entwickelt. Damit ist er im Moment der größte Outdoor-Klettergarten Deutschlands. Die Routen im Sektor Nordparkhütte wurden überwiegend mit Hilfe aufgeschraubter, künstlicher Griffe gebaut. Er ist als einziger Sektor überdacht und bietet daher auch bei Regenwetter die Möglichkeit zum Klettern. In den Sektoren 1, 2, 3, 4, 5 und 8 wurden, abgesehen von gelegentlicher Nachhilfe durch Hammer und Meißel, oft die vorhandenen Strukturen der Wände genutzt. Die Routen haben eine Länge von etwa 10 m bis 22 m und sind nur im Vorstieg zu begehen.[8]
- Klettersteig „Via Ferrata Monte Thysso“. Im Bereich des Klettergartens wurde 1992 auch ein Klettersteig eingerichtet und im Jahr 2012 auf eine Länge von 530 m erweitert. Seinerzeit war es der längste außeralpine Klettersteig nördlich der Alpen. Der Klettersteig verläuft über zwei Sektoren. Es wurden zwei Routen der Schwierigkeitsstufen B/C bzw. E eingerichtet.[9][10] Die Schwierigkeitsbewertung ist an den jeweiligen Teilbereichen angegeben.[11] Die Routen und deren einzelne Abschnitte können miteinander kombiniert werden.

### Geschäftsstelle
Die Geschäftsstelle der Sektion Duisburg befindet sich auf der Lösorter Straße direkt am Landschaftspark Duisburg-Nord. In den Räumen der Geschäftsstelle befindet sich außerdem die Sektions-Bücherei sowie ein Seminarraum.

## JDAV Alpenverein Sektion Duisburg
Die Alpenvereinsjugend wurde im Jahr 1919 vom Hauptverein ins Leben gerufen. Es dauerte noch Jahre, bis der Alpenverein die Ausbildung von Jugendleitern, Lehrwarte und Tourenführern vorantrieb. Im Jahr 1934 scheiterte der Versuch in der Sektion Duisburg, eine Jugendgruppe zu bilden am fehlenden Jugendgruppenleiter. Erst nach dem Zweiten Weltkrieg hat die Jugendarbeit im Jahr 1953 begonnen. Damals gab es im Alpenverein nur zwei Unterteilungen der Jugendlichen: Es gab Jungbergsteiger (10 bis 17 Jahre) und die Jungmannschaft, deren Mitglieder 18 Jahre und älter waren. In der Sektion Duisburg wurden sie in jener Zeit als eine Gruppe geführt. Im Jahr 1974 begann der Neuaufbau. Die Sektionsjugend gliederte sich von nun an in drei Gruppen. Der Jugend I (8 bis 14 Jahre), Jugend II (14 bis 18 Jahre) und Jugend III (18 bis 25 Jahre). Anfang 1976 konnte der neue Jugendraum im „Haus der Jugend“ in Duisburg-Rheinhausen bezogen werden. Ab 1993 finden die monatlichen Treffen der einzelnen Jugendgruppen in den Räumlichkeiten des Nordparks statt.
Die heutige Alpenvereinsjugend
In der JDAV finden sich Kinder, Jugendliche und junge Erwachsene zusammen, die eins verbindet: Sie lieben es draußen und dort aktiv zu sein. Aktiv bedeutet hier meistens, dass verschiedene Berg- und Outdoorsportarten nachgegangen werden. Aufgrund der Möglichkeiten in Duisburg steht hier das (Sport)Klettern häufig im Vordergrund, aber es wird auch gewandert, Seilbahnen gebaut, Schlitten oder Kanu gefahren, biwakiert oder auf was die Gruppe gerade Lust hat. Mitmachen kann eigentlich jeder zwischen 9 und 25 Jahren, der ebenfalls Spaß an dieser Art der Betätigung hat. Es gibt momentan zwei Jugend- und eine Klettertrainingsgruppe.

## Angebote für Mitglieder
Das Ausbildungs- und Tourenprogramm der Sektion Duisburg umfasst das ganze Spektrum der alpinen Betätigung: Bergwandern, Begehen von Klettersteigen, Klettern in der Halle (Anfänger und Fortgeschrittene), Felsklettern im Mittelgebirge (Anfänger und Fortgeschrittene), Felsklettern in den Alpen (Anfänger und Fortgeschrittene), Hochtouren, Mountainbike, Ski- und Snowboardfahren, Freeriding. Einmal im Jahr erscheint Der Bergfreund der Sektion Duisburg. Eine außerordentlich wichtige Funktion in einem Großverein, vor allem wenn dieser viele auswärtige Mitglieder zählt.

## Bekannte Mitglieder
- Karl Lehr, Jurist und Kommunalpolitiker. Von 1879 bis 1914 war er Oberbürgermeister der Stadt Duisburg.